# La Selle-en-Luitré
La Selle-en-Luitré est une commune française située dans le département d'Ille-et-Vilaine en région Bretagne, peuplée de 618 habitants.

## Géographie
La Selle-en-Luitré se trouve à environ :
- 10 km de Fougères,
- 24 km de Vitré,
- 57 km de Rennes,
- 61 km du Mont-Saint-Michel,
- 90 km de Saint-Malo,
- 320 km de Paris.

### Communes limitrophes
| Fougères | Beaucé                    |                       |
| Javené   | La Selle-en-Luitré        | La Chapelle-Fleurigné |
|          | Luitré (Luitré-Dompierre) |                       |

### Hydrographie
Pour un article plus général, voir Réseau hydrographique d'Ille-et-Vilaine.
La commune est située dans le bassin Loire-Bretagne. Elle est drainée par le Couesnon, la Motte d'Yné,.
Le Couesnon, d'une longueur de 97 km, prend sa source dans la commune de Saint-Pierre-des-Landes et se jette  dans la Manche au niveau du Mont-Saint-Michel, après avoir traversé 25 communes. 

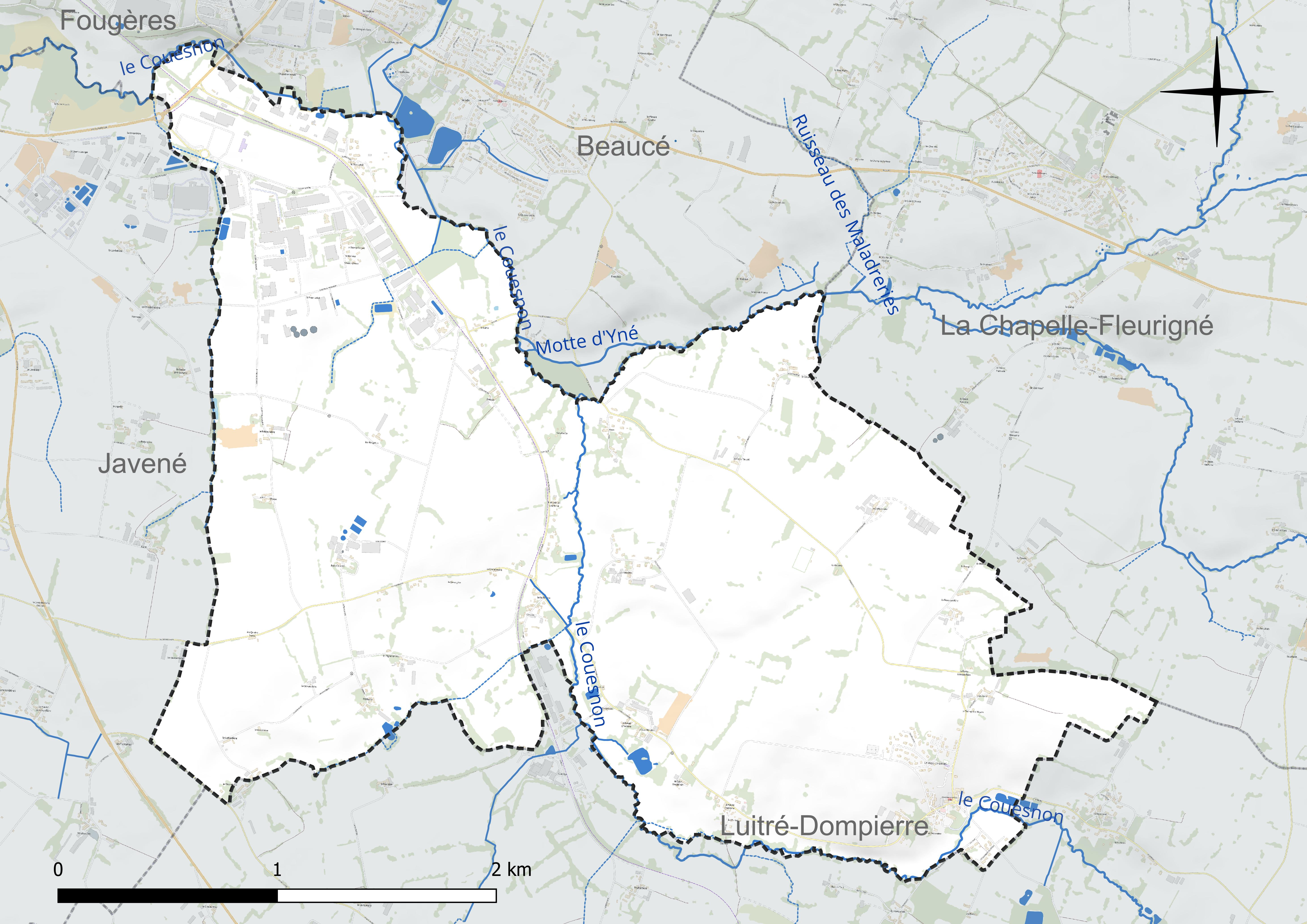
Réseau hydrographique de la Selle-en-Luitré.

La Motte d'Yné, d'une longueur de 12 km, prend sa source dans la commune de Larchamp et se jette  dans le Couesnon à Beaucé, après avoir traversé cinq communes. 

### Climat
Pour des articles plus généraux, voir Climat de la Bretagne et Climat d'Ille-et-Vilaine.
En 2010, le climat de la commune est de type climat océanique franc, selon une étude du CNRS s'appuyant sur une série de données couvrant la période 1971-2000. En 2020, Météo-France publie une typologie des climats de la France métropolitaine dans laquelle la commune est exposée à un climat océanique et est dans la région climatique  Bretagne orientale et méridionale, Pays nantais, Vendée, caractérisée par une faible pluviométrie en été et une bonne insolation. Parallèlement l'observatoire de l'environnement en Bretagne publie en 2020 un zonage climatique de la région Bretagne, s'appuyant sur des données de Météo-France de 2009. La commune est, selon ce zonage, dans la zone « Intérieur Est  », avec des hivers frais, des étés chauds et des pluies modérées.  
Pour la période 1971-2000, la température annuelle moyenne est de 11,1 °C, avec une amplitude thermique annuelle de 13,1 °C. Le cumul annuel moyen de précipitations est de 865 mm, avec 13,2 jours de précipitations en janvier et 7,8 jours en juillet. Pour la période 1991-2020, la température moyenne annuelle observée sur la station météorologique la plus proche, située sur la commune de Fougères à 7 km à vol d'oiseau, est de 11,9 °C et le cumul annuel moyen de précipitations est de 939,1 mm,. Pour l'avenir, les paramètres climatiques de la commune estimés pour 2050 selon différents scénarios d'émission de gaz à effet de serre sont consultables sur un site dédié publié par Météo-France en novembre 2022.

## Urbanisme

### Typologie
Au 1er janvier 2024, La Selle-en-Luitré est catégorisée commune rurale à habitat dispersé, selon la nouvelle grille communale de densité à sept niveaux définie par l'Insee en 2022.
Elle est située hors unité urbaine. Par ailleurs la commune fait partie de l'aire d'attraction de Fougères, dont elle est une commune de la couronne,. Cette aire, qui regroupe 26 communes, est catégorisée dans les aires de 50 000 à moins de 200 000 habitants,.

### Occupation des sols
L'occupation des sols de la commune, telle qu'elle ressort de la base de données européenne d'occupation biophysique des sols Corine Land Cover (CLC), est marquée par l'importance des territoires agricoles (87,4 % en 2018), en diminution par rapport à 1990 (88,9 %). La répartition détaillée en 2018 est la suivante : 
terres arables (55,1 %), zones agricoles hétérogènes (17,8 %), prairies (14,5 %), zones industrielles ou commerciales et réseaux de communication (9,7 %), zones urbanisées (2,9 %). L'évolution de l'occupation des sols de la commune et de ses infrastructures peut être observée sur les différentes représentations cartographiques du territoire : la carte de Cassini (XVIIIe siècle), la carte d'état-major (1820-1866) et les cartes ou photos aériennes de l'IGN pour la période actuelle (1950 à aujourd'hui).

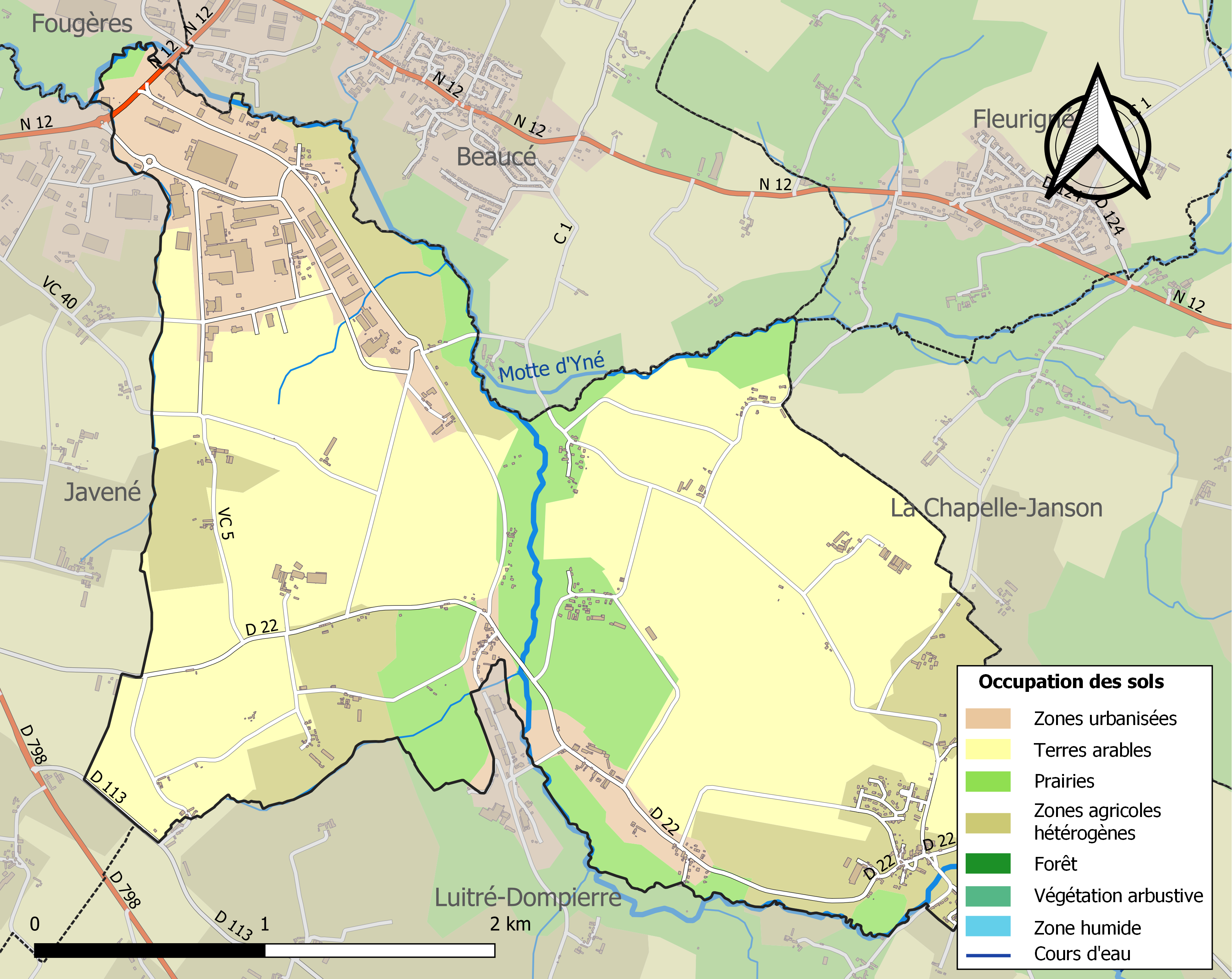
Carte des infrastructures et de l'occupation des sols de la commune en 2018 (CLC).

## Toponymie

### Attestations anciennes[17],[18]
La Celle en Luytré (1379)

#### Étymologie
Le toponyme Celle ou Selle vient du latin cella qui désigne une cellule, un ermitage, une dépendance d'un monastère ou un petit monastère.

## Histoire

### Révolution française
La Selle-en-Luitré fait partie des communes déclarées totalement insurgées en 1793-1794. Des combats de la Chouannerie s'y déroulèrent : Combat de Javené le 7 avril 1794 et Combat de La Selle-en-Luitré le 5 août 1795.

## Héraldique
| Blason de Selle-en-Luitré (La) | Blason  | D'argent à la cotice en barre de sinople chargée l'inscription « LA SELLE EN LUITRE » en lettres cursives d'argent, accompagnées en chef de trois mouchetures d'hermine de sable posées en bande et mal ordonnées et en pointe d'une feuille de fougère de sinople posée en barre. |
| Blason de Selle-en-Luitré (La) | Détails | Le statut officiel du blason reste à déterminer. |

## Politique et administration
| Période                                  | Période                | Identité                 | Étiquette | Qualité |
| ---------------------------------------- | ---------------------- | ------------------------ | --------- | --- |
| ?                                        | 1820                   | Adrien Chapeau           |           | |
| 1820                                     | 1830                   | André Lemoine            |           | |
| 1830                                     | 1852                   | André Savary             |           | |
| 1852                                     | 1884                   | Auguste Duclos           |           | |
| 1884                                     | 1901                   | Pierre Guilleux          |           | |
| 1901                                     | 1926                   | Isidore Alexandre (père) |           | |
| 1926                                     | mai 1945               | Isidore Alexandre (fils) |           | |
| mai 1945                                 | novembre 1987 (décès)  | Élie Chemin (1912-1987)  |           | Agriculteur, président de la Chambre d'agriculture (1966 → 1977) Vice-président du district de Fougères Président de la FDSEA d'Ille-et-Vilaine (1965 → 1967) |
| janvier 1988                             | avril 2007 (démission) | Eugène Domagné           |           | Cultivateur-éleveur retraité |
| avril 2007                               | 25 mai 2020            | Jean-Pierre Deshayes,    | DVD       | Cadre |
| 25 mai 2020                              | En cours               | Denis Chopin             |           | Agriculteur |
| Les données manquantes sont à compléter. |                        |                          |           | |

## Démographie
L'évolution du nombre d'habitants est connue à travers les recensements de la population effectués dans la commune depuis 1793. Pour les communes de moins de 10 000 habitants, une enquête de recensement portant sur toute la population est réalisée tous les cinq ans, les populations de référence des années intermédiaires étant quant à elles estimées par interpolation ou extrapolation. Pour la commune, le premier recensement exhaustif entrant dans le cadre du nouveau dispositif a été réalisé en 2004.
En 2022, la commune comptait 618 habitants, en évolution de +8,61 % par rapport à 2016 (Ille-et-Vilaine : +5,46 %, France hors Mayotte : +2,11 %).
| 1793 | 1800 | 1806 | 1821 | 1831 | 1836 | 1841 | 1846 | 1851 |
| ---- | ---- | ---- | ---- | ---- | ---- | ---- | ---- | ---- |
| 588  | 596  | 538  | 504  | 621  | 596  | 585  | 575  | 540  |

| 1856 | 1861 | 1866 | 1872 | 1876 | 1881 | 1886 | 1891 | 1896 |
| ---- | ---- | ---- | ---- | ---- | ---- | ---- | ---- | ---- |
| 510  | 475  | 472  | 494  | 491  | 457  | 477  | 472  | 469  |

| 1901 | 1906 | 1911 | 1921 | 1926 | 1931 | 1936 | 1946 | 1954 |
| ---- | ---- | ---- | ---- | ---- | ---- | ---- | ---- | ---- |
| 451  | 445  | 453  | 400  | 407  | 400  | 399  | 358  | 337  |

| 1962 | 1968 | 1975 | 1982 | 1990 | 1999 | 2004 | 2006 | 2009 |
| ---- | ---- | ---- | ---- | ---- | ---- | ---- | ---- | ---- |
| 324  | 350  | 323  | 347  | 385  | 425  | 491  | 527  | 542  |

| 2014 | 2019 | 2022 | - | - | - | - | - | - |
| ---- | ---- | ---- | - | - | - | - | - | - |
| 588  | 616  | 618  | - | - | - | - | - | - |

## Économie
La commune héberge une unité de méthanisation développée par Engie Bioz, mise en service en novembre 2020 et faisant l'objet d'une campagne de financement participatif à cette période. Elle transforme « environ 85 tonnes par jour (fumiers, résidus végétaux, écarts de production et effluents issus de l'industrie agroalimentaire) » en biométhane et digestats.

## Lieux et monuments
La commune abrite un monument historique :
- L'église Saint-Jean-Baptiste de La Selle-en-Luitré, datant du XVe siècle. Elle a été inscrite par arrêté du 5 novembre 1926[31],[32].

Autres sites et monuments :
- L'ancienne gare, située sur la ligne Vitré - Pontorson, désormais désaffectée.
- De 1970 à 2018[33], le marché à bestiaux de Fougères, jadis l'un des plus importants de France[34], se tenait sur le site de l'Aumaillerie, au nord de la commune. Le siège de Fougères Agglomération est installé dans les anciens locaux administratifs du marché. Le foirail a été démoli en 2020[35].
- L'Espace Aumaillerie, située zone de l'Aumaillerie en bordure de la rocade de Fougères, est un complexe polyvalent faisant office de centre de congrès, de parc expo, de salle de concerts, de grands rassemblements.

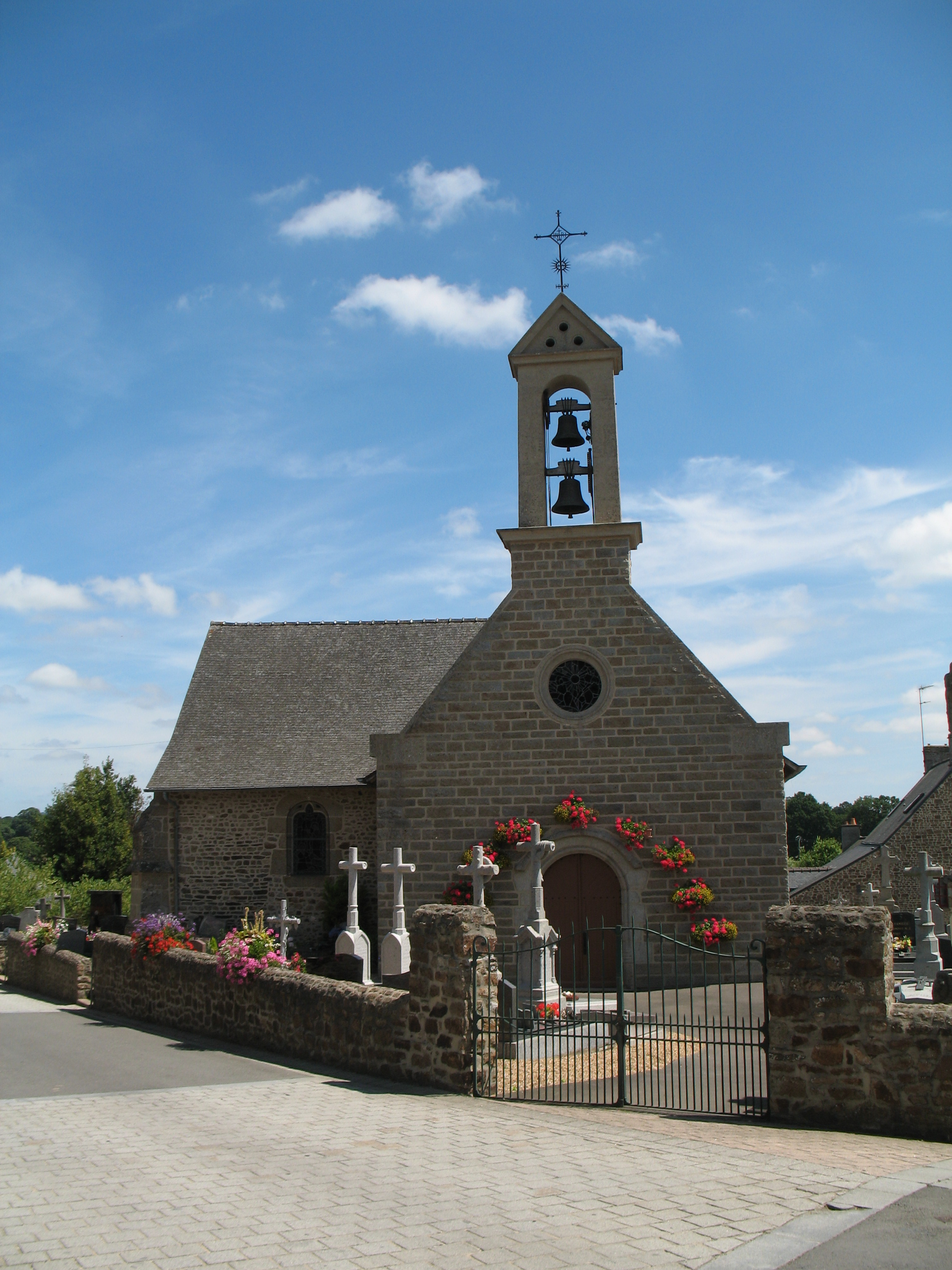
L'église Saint-Jean.
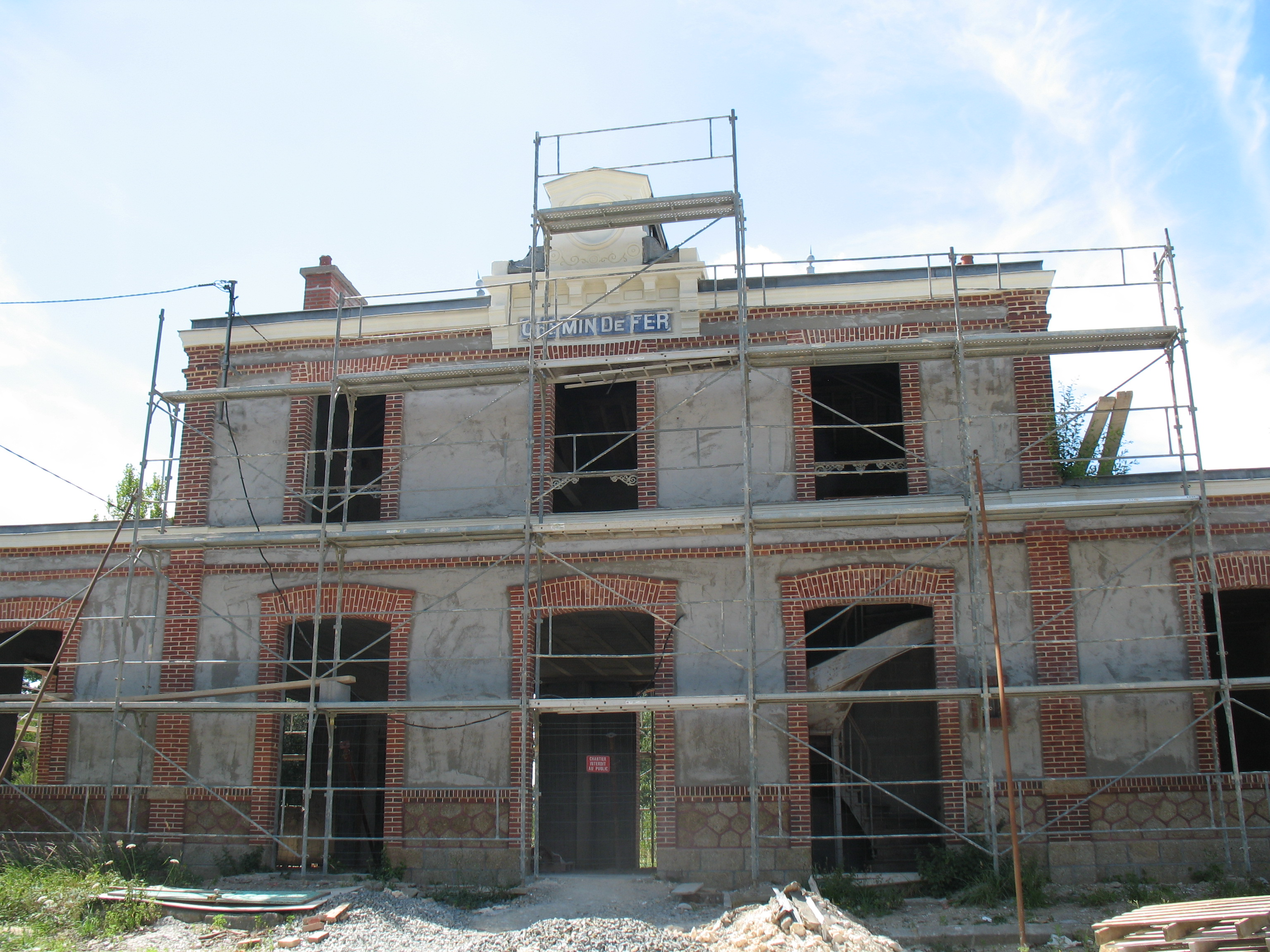
L'ancienne gare.
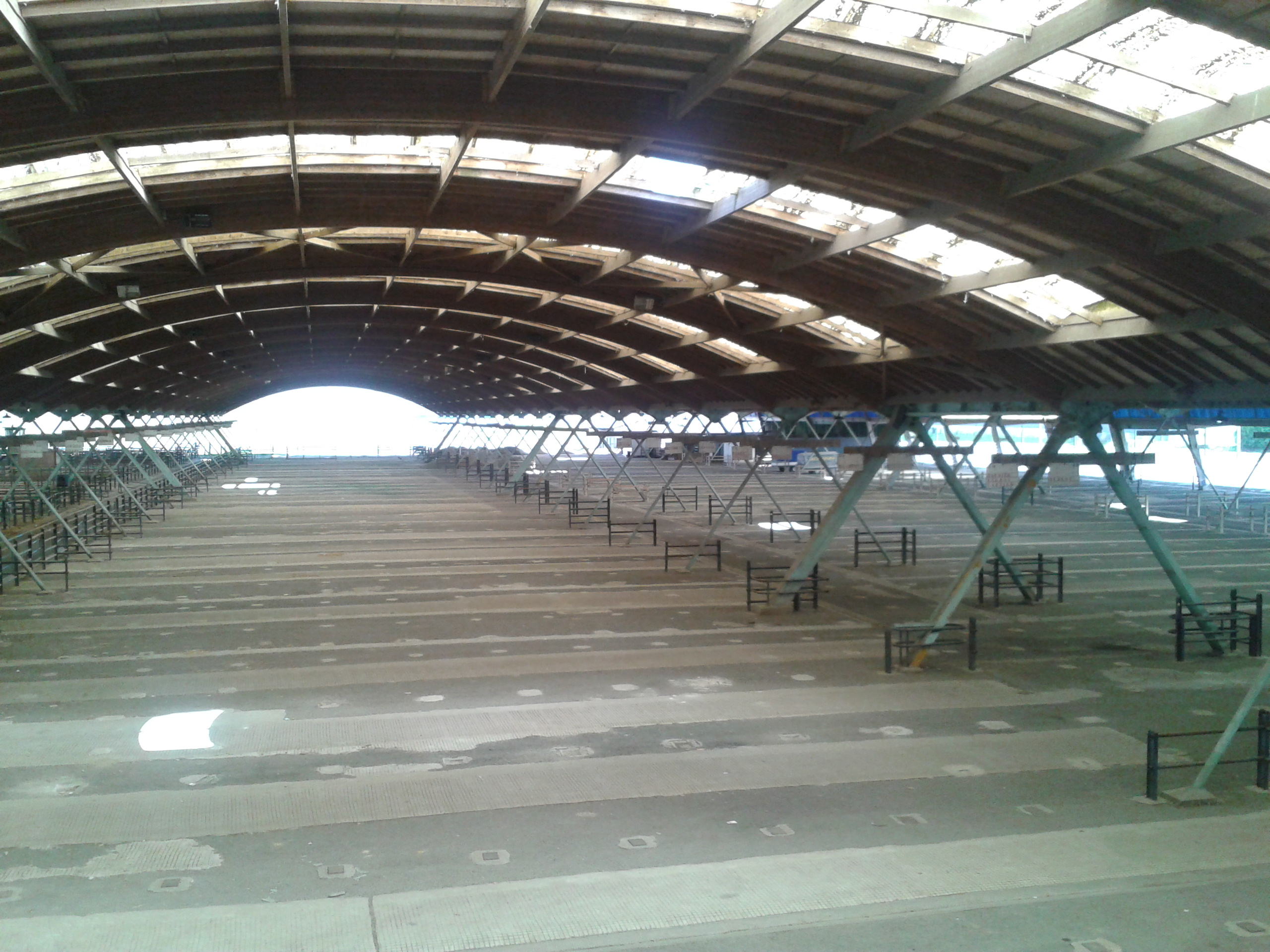
Marché aux bestiaux dit l'Aumaillerie

## Personnalités liées à la commune
- Élie Chemin, ancien maire de La Selle-en-Luitré, fut nommé secrétaire générale de la FDSEA en 1965 puis président de la chambre d'agriculture d'Ille-et-Vilaine en 1967. Chevalier de la Légion d'honneur, membre des JAC, il fut à l'origine du premier remembrement en Ille-et-Vilaine à La Selle-en-Luitré[36] et du renouveau du comice agricole dans le canton de Fougères-Nord en 1984[37]
- Amand Pierre Harel, sculpteur, né le 24 avril 1836 à La Selle-en-Luitré et décédé le 8 mai 1885 à Auteuil[38], inhumé au cimetière de Passy (11e division).

Élève des Maîtres sculpteurs Jean-Baptiste Carpeaux, Jean-Joseph Perraud et Aimé Millet.
- Jean Fleury, prêtre, né le 21 février 1905 à La Selle-en-Luitré et décédé le 4 décembre 1982 à Pau. Résistant pendant la Seconde Guerre mondiale, reconnu "Juste parmi les nations" par l'État d'Israël en 1954[39], aumônier national des gitans, chevalier de la Légion d'honneur en 1958.